# Pisto humorístico
Pisto humorístico va ser una publicació satírica reusenca que sortí l'any 1896.

## Història
Escrit en castellà, es presenta modestament i absolutament despolititzat: "Nuestro semanario como su nombre indica, se ocupará de todo lo que vive y se agita en todo pecho español, lo que priva, lo que domina y lo que en fín, a nosotros... nos tiene sin cuidado, la política". Els seus acudits, mancats de rerefons ideològics, estan totalment personalitzats, cosa que ara dificulta la comprensió. Un dels seus redactors era Màrius Ferré. Segons l'historiador i periodista reusenc Gras i Elies, les seves sàtires van fer molt de soroll i crearen polèmica.

## Aspectes tècnics
Sortia setmanalment. El primer número el 4 de gener, i l'últim, el número 4, el 25 de gener de 1896, amb 12 pàgines i valia 10 cèntims. Tenia format foli i s'imprimia a la Impremta d'Eduard Navàs. La seva capçalera era il·lustrada per Anton Soler i González, un dibuixant caricaturista que participà activament en diverses publicacions locals i al que la qualitat dels seus dibuixos va donar lloc a que algunes publicacions estrangeres li compressin els drets per a publicar-les. La capçalera representa un cambrer vestit de frac, pantalons fins als genolls i botins, a punt de servir un pisto. Darrere seu hi ha una caldera.

## Localització
- Biblioteca Central Xavier Amorós.[4]